# Sue Ellspermann

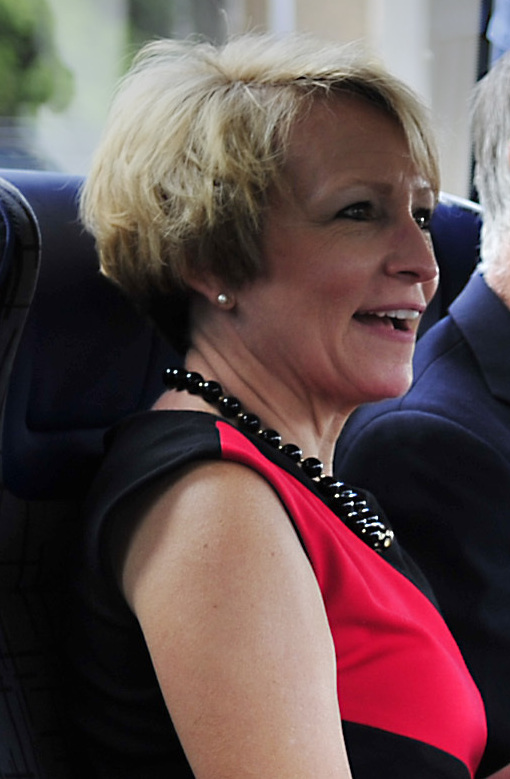
Sue Ellspermann (2015)

Sue Ellspermann (* 29. April 1960 in Ferdinand, Dubois County, Indiana) ist eine US-amerikanische Politikerin. Von 2013 bis 2016 war sie Vizegouverneurin des Bundesstaates Indiana.

## Werdegang
Das Geburtsdatum von Sue Ellspermann ist nicht öffentlich bekannt. 1978 absolvierte sie die Forest Park High School in ihrem Heimatort Ferdinand. Später studierte sie an der University of Louisville sowie an der Purdue University. Danach arbeitete sie für verschiedene Firmen, darunter die Michelin Tire Corporation. Dann gründete sie ihre eigene Beraterfirma, die Ellspermann and Associates Incorporated. Im Jahr 2006 rief sie an der University of Southern Indiana ein Zentrum für angewandte Forschung (Center for Applied Research) ins Leben. Seit 2012 ist sie Direktorin bei der Firma Strategic Engagement, Transformation Team, Incorporated. Politisch wurde sie Mitglied der Republikanischen Partei. Zwischen 2010 und 2012 saß sie im Repräsentantenhaus von Indiana, wo sie drei Ausschüssen angehörte.
Im Jahr 2012 wurde Sue Ellspermann an der Seite von Mike Pence zur Vizegouverneurin von Indiana gewählt. Dieses Amt bekleidete sie ab dem 14. Januar 2013. Dabei war sie Stellvertreterin des Gouverneurs und Vorsitzende des Staatssenats. Im März 2016 trat sie von ihrem Amt zurück, um Präsidentin des Ivy Tech Community College zu werden. Pence ernannte Eric Holcomb zum neuen Vizegouverneur.